# آگاهی موقعیتی
آگاهیِ موقعیتی (به انگلیسی: Situation awareness)، که به اختصار SA نامیده می‌شود، به درک یک محیط، عناصر آن و نحوه تغییر آن در طول زمان یا عوامل دیگر اشاره دارد. همچنین به عنوان ادراک عناصر موجود در محیط با در نظر گرفتن زمان و فضا، فهم معنای آن‌ها و پیش‌بینی وضعیت آن‌ها در آینده نزدیک تعریف می‌شود.  آگاهی موقعیتی به عنوان یک آگاهی تطبیقی و متمرکز بر محیط خارجی شناخته می‌شود که بر کسب دانش در مورد یک محیط کاری پویا و اقدام در آن محیط متمرکز است.

آگاهی موقعیتی به عنوان پایه ضروری و اغلب دشوار تصمیم‌گیری موفق، در دامنه گسترده‌ای از موقعیت‌ها شناخته می‌شود. از جمله این موقعیت‌ها می‌توان به هوانوردی، مراقبت پرواز، مسیریابی کشتی‌ها، بهداشت و سلامت، بازخورد نیروهای امدادی، فرماندهی نظامی و کنترل عملیات‌ها و مدیریت حفاری فراساحل و نیروگاه هسته‌ای اشاره کرد. نداشتن یا کمبود آگاهی موقعیتی از دلایل اصلی سوانحی با ریشه خطای انسانی است.
عدم کفایت آگاهی موقعیتی به عنوان یکی از عوامل اصلی بروز حوادث ناشی از خطای انسانی شناسایی شده است. بر اساس نظریه آگاهی موقعیتی اندسلی، هنگامی که فردی با یک وضعیت خطرناک مواجه می‌شود، به یک فرآیند تصمیم‌گیری مناسب و دقیق نیاز دارد که شامل شناسایی الگوها و تطبیق آن‌ها، تشکیل چارچوب‌های پیچیده و دانش بنیادی است که به تصمیم‌گیری صحیح کمک می‌کند.
تعریف رسمی آگاهی موقعیتی معمولاً به سه سطح صعودی توصیف می‌شود:
1. ادراک عناصر موجود در محیط
2. درک یا فهم وضعیت
3. پیش‌بینی وضعیت آینده..

افرادی که بالاترین سطوح آگاهی موقعیتی را دارند نه تنها اطلاعات مرتبط با اهداف و تصمیمات خود را درک می‌کنند، بلکه قادرند آن اطلاعات را یکپارچه کرده و معنای آن یا اهمیتش را بفهمند و همچنین سناریوهای احتمالی یا ممکن آینده را پیش‌بینی کنند. این سطوح بالاتر آگاهی موقعیتی برای تصمیم‌گیری پیشگیرانه در محیط‌های چالش‌برانگیز حیاتی هستند.
سه جنبه از آگاهی موقعیتی در تحقیقات مورد توجه قرار گرفته‌اند: حالت‌های آگاهی موقعیتی، سیستم‌های آگاهی موقعیتی و فرآیندهای آگاهی موقعیتی. حالت‌های آگاهی موقعیتی به سطح واقعی آگاهی افراد از وضعیت اشاره دارد. سیستم‌های آگاهی موقعیتی به فناوری‌هایی اشاره دارد که برای حمایت از آگاهی موقعیتی در محیط‌های مختلف توسعه یافته‌اند. فرآیندهای آگاهی موقعیتی به روزرسانی حالت‌های آگاهی موقعیتی و عواملی که تغییرات لحظه‌ای آگاهی موقعیتی را هدایت می‌کنند، اشاره دارد. 

## تاریخچه
اگرچه خود واژه نسبتاً جدید است، اما مفهوم آن ریشه‌هایی در تاریخ نظریه نظامی دارد و به‌وضوح در کتاب "هنر جنگ" سون تزو قابل شناسایی است. این اصطلاح را می‌توان به جنگ جهانی اول نسبت داد، جایی که به‌عنوان یک مهارت حیاتی برای خدمه هواپیماهای نظامی شناخته شد.
شواهدی وجود دارد که نشان می‌دهد اصطلاح "آگاهی موقعیتی" نخستین بار در شرکت داگلاس ایرکرفت در حین تحقیقات مهندسی عوامل انسانی و در توسعه نمایشگرهای وضعیت عمودی و افقی و ارزیابی جایگذاری کنترل‌های دیجیتال برای نسل بعدی هواپیماهای تجاری استفاده شده است. برنامه‌های تحقیقاتی در تعامل خدمه پرواز با کامپیوتر و اندازه‌گیری بار ذهنی بر اساس مفهوم اندازه‌گیری آگاهی از یک سری آزمایش‌ها که آگاهی از شرایط را در حین یادگیری اندازه‌گیری می‌کردند، بنا شده بود و بعداً به بار ذهنی و خستگی گسترش یافت.
آگاهی موقعیتی از اوایل دهه 1980 در ادبیات فنی ظاهر شد، زمانی که مزایای یک نمایشگر ناوبری لمسی نمونه‌سازی شده توصیف می‌شد. در اوایل دهه 1980، نمایشگرهای "وضعیت عمودی" و "وضعیت افقی" یکپارچه برای هواپیماهای تجاری توسعه داده می‌شدند تا جایگزین ابزارهای الکترو-مکانیکی متعدد شوند. نمایشگرهای یکپارچه وضعیت اطلاعات را از چندین ابزار ترکیب می‌کردند و دسترسی به پارامترهای بحرانی پرواز را بهبود می‌بخشیدند و بدین ترتیب آگاهی موقعیتی را افزایش داده و بار کاری خلبان را کاهش می‌دادند.
این اصطلاح نخستین بار به‌طور رسمی توسط اندسلی در سال 1988 تعریف شد. قبل از اینکه به‌طور گسترده‌ای توسط دانشمندان عوامل انسانی در دهه 1990 پذیرفته شود، گفته می‌شود که این اصطلاح توسط خلبانان جنگنده نیروی هوایی ایالات متحده (USAF) که از جنگ‌های کره و ویتنام بازمی‌گشتند، استفاده شده است. آن‌ها داشتن آگاهی موقعیتی خوب را به‌عنوان عامل تعیین‌کننده در نبردهای هوایی شناسایی کردند—عامل "آس". بقا در یک نبرد هوایی معمولاً به این بستگی داشت که حرکات فعلی حریف را مشاهده کرده و پیش‌بینی کرد که او چه حرکتی را یک لحظه قبل از اینکه خودش بتواند آن را مشاهده کند، انجام خواهد داد.
خلبانان USAF همچنین آگاهی موقعیتی را با مراحل "مشاهده" و "جهت‌یابی" از حلقه معروف مشاهده-جهت‌یابی-تصمیم‌گیری-عمل (OODA loop) یا چرخه بویید که توسط نظریه‌پرداز جنگ نیروی هوایی، سرهنگ جان بویید توصیف شده است، معادل دانستند. در نبرد، استراتژی برنده این است که "درون" حلقه OODA حریف قرار گرفت، نه تنها با اتخاذ تصمیم‌های سریع‌تر، بلکه همچنین با داشتن آگاهی موقعیتی بهتر از حریف و حتی تغییر وضعیت به گونه‌ای که حریف نتواند آن را نظارت یا درک کند. از دست دادن آگاهی موقعیتی خود، در مقابل، معادل "خارج از حلقه" بودن است.
به‌وضوح، آگاهی موقعیتی کاربردهای گسترده‌ای دارد، زیرا برای عملکرد مؤثر افراد و تیم‌ها در محیط‌های خود ضروری است. بنابراین، آگاهی موقعیتی فراتر از حوزه هوانوردی رفته و در زمینه‌های متنوعی مورد مطالعه قرار گرفته است. آگاهی موقعیتی در زمینه‌هایی مانند کنترل ترافیک هوایی، عملیات نیروگاه‌های هسته‌ای، پاسخ به وضعیت‌های اضطراری، عملیات دریایی، فضا، حفاری نفت و گاز، عملیات وسایل نقلیه و مراقبت‌های بهداشتی (مانند بیهوشی و پرستاری) مورد بررسی قرار می‌گیرد.</ref>